# 罗沙司他
罗沙司他（INN：roxadustat）是一种口服抗贫血药，商品名为爱瑞卓（Evrenzo）。属缺氧诱导因子脯氨酸羟化酶抑制剂，能促进产生内源性红细胞生成素，以及刺激身体产生红细胞和血红蛋白。在临床试验阶段被作为治疗慢性肾病引起的贫血（慢性肾性贫血）药物而被研究。由珐博进（FibroGen, Inc.）和阿斯利康合作开发。

## 不良反应
罗沙司他常见的副作用有高血压、在透析相关的血管中形成血栓、腹泻、外周性水肿（特别是脚踝和脚掌）、高血钾症和恶心。
罗沙司他被报导其能导致血管内皮生长因子增加，而血管内皮生长因子是一种能激发肿瘤生长的信号蛋白。同时被认为能导致肺动脉高压。罗沙司他的III期临床试验在中华人民共和国内29地开展，期间发现其能引起高血钾症。

## 获批历史
2018年12月17日、罗沙司他在中华人民共和国获得批准用于透析依赖的慢性肾性贫血患者，中国成为罗沙司他第一个获批的国家。2019年在日本获批用于透析依赖的慢性肾性贫血患者，2020年扩大至非透析依赖患者。2021年7月通过欧盟批准。同期7月15日，罗沙司他因副作用问题在美国上市批准遭到FDA拒绝。

## 社会与文化

### FDA拒绝获批
2021年7月15日，美国FDA心血管和肾脏药物咨询委员会投票反对将罗沙司他用于患有慢性肾病贫血的患者，无论是非透析依赖型患者还是接受透析治疗的患者。委员会专家组针对副作用问题，提出如果不进一步研究，这些问题就无法解决。值得注意的是，在FDA委员会投票之前，珐博进和阿斯利康宣布已经改变了用于分析心血管安全数据的参数，这使得该药物看起来比实际更安全。

### 兴奋剂用途
因罗沙司他能促进血红蛋白水平升高，刺激红细胞产生的效果成为一种潜在的兴奋剂。因为已经检测到有运动员非法使用罗沙司他的案例，罗沙司他现被列入表现增强物质筛查名单中。2022年10月美国网球公开赛赛后，西蒙娜·哈勒普被检测出剂罗沙司他阳性。2023年9月哈勒普因使用罗沙司他和生物护照异常两项反兴奋剂违规行为被国际网球诚信机构（ITIA）禁赛4年。但国际体育仲裁法庭在2024年3月将禁赛期缩短至九个月，理由是罗沙司他存在于受污染的补充剂中，并且服用兴奋剂并非有意而为。